# Andrena fulminea
Andrena fulminea är en biart som beskrevs av Laberge 1967. Andrena fulminea ingår i släktet sandbin, och familjen grävbin. Inga underarter finns listade i Catalogue of Life.